# Umberto Verdirosi
 (mai 2025).
Motif : manque de sources secondaires centrées
- Archive Wikiwix
- Bing
- Cairn
- DuckDuckGo
- E. Universalis
- Gallica
- Google
- G. Books
- G. News
- G. Scholar
- Persée
- Qwant
- (zh) Baidu
- (ru) Yandex
- (wd) trouver des œuvres sur Wikidata

| 1. | Préciser le motif de la pose du bandeau. | Précisez le motif de la pose du bandeau en utilisant la syntaxe suivante : {{admissibilité à vérifier\|date=mai 2025\|motif=remplacez ce texte par le motif}}                          |
| 2. | Informer les utilisateurs concernés.     | Pensez à avertir le créateur de l'article, par exemple, en insérant le code ci-dessous sur sa page de discussion : {{subst:avertissement admissibilité à vérifier\|Umberto Verdirosi}} |

Umberto Verdirosi né à Trino en 1935 est un peintre, acteur, sculpteur et poète, né dans le Piémont en Italie du Nord. 

## Biographie
Umberto Verdirosi vit à Rome, où il a son studio, et une autre dans la ville d'Orvieto. Après des études classiques, il a passé sa jeunesse dans différentes compagnies de théâtre.
Ses œuvres peuvent être trouvés dans toute l'Europe et aux États-Unis, du Canada à la Floride, et de la Nouvelle-Zélande et l'Australie. Il a exposé à l'Exportation d'Art à New York, à Miami et à Sarasota (Floride) et dans la plupart des villes italiennes. Aux côtés de ses studios, il a des expositions permanentes à Rome et à Orvieto.
Il a illustré des sonnets de Shakespeare en 1980, préfacé par Diego Fabbri, dirigé par le texte anglais original et traduite par M. A. Marelli, contenant quarante de ses peintures à l'huile. Arnoldo Foà et Vittorio Vettori ont présentés le livre Sheakespeare di Verdirosi à la librairie  Remo Croce de Rome. Verdirosi est l'auteur de quatre autres livres avec des textes en anglais et en italien

## Publications
- Dietro la Tela / Derrière la Toile (1981)[3]
- Dieci Numeri par riconoscere Dio / Dix Numéros pour Arriver à Dieu Awarnenss (seconde édition, 2006)
- Shakespeare di Verdirosi / Les Sonnets (1980)
- L indirizzo / Adresse[3]
- Il Monumento di Carlo Goldoni nel Mistero del Tempo (seulement en italien)